# Banditen der Autobahn
Banditen der Autobahn ist ein deutsches Kriminalfilmdrama aus dem Jahre 1955 von Géza von Cziffra mit Hans-Christian Blech, Eva-Ingeborg Scholz, Paul Hörbiger und Charles Regnier in den Hauptrollen. Der Film wurde inspiriert von wahren Ereignissen, die sich in den Vorjahren im Köln-Düsseldorfer Raum zugetragen hatten.

## Handlung
Die Polizei hat es in der noch jungen Bundesrepublik mit einer neuen Verbrechensform zu tun. Hochgradig kriminelle Gangster, die titelgebenden Banditen der Autobahn, überfallen ahnungslose Autofahrer mit ihrem Pkw, einem schnellen schwarzen Opel Kapitän. Es gibt keinerlei Täter-Spuren, denn das von den Gangstern benutzte Tatfahrzeug verschwindet unmittelbar nach dem Überfall via Laderampe in einem fünf Tonnen schweren, leeren Lkw, der nahezu zeitgleich auf derselben Strecke entlang fährt. Der Schwerlaster wird getarnt als Firmenwagen des Transportunternehmens „Möller & Co.“. Der Mitinhaber der Firma, Franz Möller, ist mit dem Polizeiwachtmeister Willi Kollanski befreundet, und der tut seinen Dienst an einem Tag, der sein Leben nachhaltig verändern soll. Dies ist die Ausgangssituation für die nachfolgende Geschichte.
Der junge Angestellte Kurt Heinze soll im Auftrag seines Chefs als Geldbote einem Geschäftspartner 5000 D-Mark überbringen. Kurt nimmt sich den Porsche 356 seines Chefs und lässt für diese Spritztour auch seine Freundin Eva Berger mit einsteigen. Die Autopapiere lassen sie jedoch in der Firma zurück. Nachts auf der Autobahn macht Kurt während der Fahrt rote Leuchtzeichen aus. Da es seit einiger Zeit Banditen auf der Autobahn gibt, die unbescholtene Fahrer anhalten und ausrauben, schaltet er sein Fahrtlicht aus und gibt Vollgas. Er ahnt nicht, dass es sich bei diesen roten Leuchtzeichen um eine Polizeisperre handelt. Bereitschaftspolizist Willi Kollanski steht an der dritten Sperrvorrichtung. Der Sportwagen durchbricht die ersten beiden Sperren, dann sieht Kollanski den Wagen auf sich zukommen, zielt mit seiner Maschinenpistole auf das Fahrzeug und feuert eine Salve ab. Fahrer Kurt stirbt durch die Polizeikugeln, während seine „Ihr Mörder!“ schreiende Beifahrerin Eva überlebt. Seitdem kann Kollanski seinen Dienst nicht mehr unbeschadet ausüben, da er sich schwere Selbstvorwürfe macht, auch wenn sich sein oberster Chef, Kriminalrat Gerber, eindeutig hinter ihn stellt.
Die Presse und die Öffentlichkeit verortet hinter den Geschehnissen hingegen Polizeigewalt. In den Zeitungen erscheinen Schlagzeilen „Mörder in Uniform“, in einem Kabarett hört Kollanski ein boshaftes Chanson eines Kabarettsängers („Wenn du den Autobanditen entronnen bist, erschießt dich die Polizei“), beim Friseur wird er Zeuge, wie der Chef zu einem Schweizer Kunden sagt: „Sie haben doch in der Schweiz ein ganz anderes Beamtenmaterial. Wer ist denn bei uns schon bei der Polizei? Alles junge Dachse, im Krieg gewesen und nichts gelernt ... die wissen doch gar nicht, was ein Menschenleben wert ist ... Was können denn die Brüder? Schießen und ’ne Uniform tragen ... mit Pensionsberechtigung ...“ Mit derartigen Reaktionen belastet, ist Kollanski bei seinem folgenden Einsatz nicht mehr imstande, eine wichtige Entscheidung um Leben und Tod zu fällen. Als er bei einer erneuten Polizeisperre tatsächlich die echten Banditen der Autobahn vor sich hat und die zu fliehen versuchen, bleibt seine Maschinenpistole unbenutzt, und die Verbrecher können entkommen, nachdem diese zwei Polizisten angeschossen haben.
Kollanski entscheidet sich daraufhin, den Polizeidienst zu quittieren und den Tätern auf eigene Faust nachzustellen. Zeitgleich entwickelt sich eine zarte Bande ausgerechnet zwischen ihm, dem Polizisten, und Eva Berger, die durch Kollanski ihren Freund verloren hat. Der Chef der Bande, Paul Barra, denkt trotz des jüngsten Zwischenfalls mitnichten daran, sein verbrecherisches Tun einzustellen. Er plant schon den nächsten Coup, und wieder sollen dabei ein Motorrad, das als eine Art „Vorauskommando“ die Lage abcheckt und eventuelle Opfer auf der Autobahn aussucht, der Opel Kapitän, der eigentliche Gangsterwagen, sowie der Schwerlaster die entscheidenden Rollen spielen. Doch Lkw-Besitzer Möller will nicht mehr mitmachen und sagt sich von der Bande los. Dies ist Barra zu gefährlich, und so will er Franz Möller, als er sich von seinem Komplizen zu trennen versucht, von dessen eigenen Laster überrollen und ermorden. Kollanski kann seinen Freund im letzten Moment von der Fahrbahn ziehen und stattdessen wird das Bandenmitglied Schorsch überfahren.
Derweil ist Kollanski den Gangstern auf die Spur gekommen. Er durchschaut den Trick mit dem Lastwagen und kann diesen heimlich entern. Die Polizei ist informiert und folgt dem dahinrasenden Lkw. Der Opel Kapitän wird von den Banditen bei voller Fahrt auf die Straße geworfen, und der verfolgende Streifenwagen rast in das Fahrzeug. Es kommt zu einem Handgemenge zwischen Willi und einem der Gangster, dabei wird Kollanski angeschossen und fällt aus dem Laster. Der Fünftonner schlängelt sich eine Serpentine hoch. Der herausgeschleuderte Willi zückt seinen Revolver und schießt auf Bandenchef Barra am Steuer des Lastwagens. Das schwere Fahrzeug gerät daraufhin ins Schleudern und stürzt in die Tiefe. Ex-Polizist Kollanski kann sich mit letzter Kraft vor dem herabstürzenden Fünftonner in Sicherheit bringen.

## Produktionsnotizen
Der Film wurde in Schwarzweiß gedreht. Als Studio diente das Filmatelier Göttingen. Die Außenaufnahmen zu Banditen der Autobahn entstanden zwischen dem 23. Mai und dem 13. Juli 1955 an der Autobahn Köln-Bonn-Rodenkirchen sowie auf Landstraßen von Nordrhein-Westfalen und in Lüdenscheid. Co-Produzent Otto Meissner übernahm auch die Produktionsleitung. Albrecht Becker, Hans Stets und Ernst Klose zeichneten für die Filmbauten verantwortlich. Günter Haase arbeitete als einfacher Kameramann Chefkameramann Albert Benitz zu. Der Film wurde am 1. September 1955 in, je nach Quelle, Düsseldorf und/oder Köln uraufgeführt. Die (West)-Berliner Premiere fand am 22. September 1955 statt.

## Wissenswertes
Regisseur Cziffra plante, einen Film über Autobahngangster zu drehen, nachdem er in der Zeitung vom tragischen Tod der jungen Helene Nettesheim gelesen hatte. Die 22-Jährige war am 15. November 1954 von einem Bereitschaftspolizisten erschossen worden, als ihr Mann, der keine Wagenpapiere bei sich hatte, mit einem Porsche bei Düsseldorf eine Polizei-Sperre durchbrach. Daraufhin kontaktierte der Regisseur von seinem Hamburger Büro aus die Polizei der Hansestadt, um sie um Mithilfe zu bitten. Als die sich nicht bereit erklärte, versuchte es Cziffra bei der Kölner Polizei. Dem von diesem Filmstoff, der auch ein Fehlverhalten von Polizisten nicht ausklammern wollte, wenig begeisterte Chef der Sonderkommission zur Bekämpfung der Autobahnbanditen in Nordrhein-Westfalen, Kriminalrat Oskar Wenzky, soll Cziffra laut einem Spiegel-Bericht gesagt haben: „Der Film wird auf alle Fälle gedreht. Fragt sich nur, ob mit oder ohne Ihre Hilfe.“ Daraufhin kam es zu einer Kooperation zwischen den Filmleuten und der Polizei.

## Kritiken
Der Spiegel, der den Film einen „Gangster-Zauber“ nannte, schrieb in seiner Ausgabe vom 13. Juli 1955: „Mit deutlichen Parallelen zur Affäre Nettesheim, die im Film mit einigen Abwandlungen rekonstruiert wird, schürzt Cziffra den Knoten der Filmhandlung, die er zusammen mit dem routinierten Hollywood-Autor Robert T. Thoeren (‚Fanfaren der Liebe‘) ersann.“
Im Lexikon des internationalen Films heißt es: „Gut gespielter spannender Kriminalfilm, weniger erfolgreich im Bemühen um psychologischen Tiefgang.“